# Condicional de l'Indicatiu (català)
El Condicional Simple de l'Indicatiu en català és un temps verbal que serveix per a expressar fets necessaris perquè se n'esdevinguin uns altres. Això exporta el condicional cap al futur i la hipòtesi, raó que explica que en català es classifiqui dins de l'Indicatiu, ja que, efectivament, altres llengües neollatines el consideren un mode a part. És el cas del portuguès o del francès que no hi atorguen aquesta temporalitat de futur, considerant-lo prou diferent com per expressar una modalitat a part. A banda, el condicional ha esdevingut igualment el temps de predilecció per a expressar cordialitat.

## Els valors del condicional

### La qüestió modal
En algunes llengües neollatines el condicional no s'inclou dins del mode indicatiu, sinó que s'ha creat un mode particular i propi al condicional. Els lingüistes han debatut força sobre si el condicional constituïda un mode o havia de ser considerat un temps més de l'indicatiu. El terme "condicional" mateix es contesta. Alguns lingüistes consideren el condicional com una forma morfològicament semblant al futur simple de l'indicatiu. En tant que expressa un fet que encara no ha tingut lloc, es pot considerar doncs que forma part de les hipòtesis del futur. En aquesta condició no és del tot correcte fer-ne un mode i per això es manté dins de l'Indicatiu en algunes llengües com és el cas del català. El condicional amb un sentit de futur és classificat per alguns lingüistes com a cinquè temps de l'indicatiu. Aquesta classificació posa el condicional al mateix nivell que el futur.

### L'ús del condicional
El condicional expressa un condició. És a dir, és l'expressió d'un fet necessari perquè se n'esdevingui un altre. Aquesta intenció que anomenem "condicional" pot ser potencial o irreal. Segons un esquema calcat del llatí, el condicional seria,
- potencial: "si vinguessis, estaria content" (s'entén que encara té temps per venir)
- irreal del present: "si vinguessin hui, estaria contenta" (s'entén que és massa lluny per venir ràpidament)
- irreal del passat: "si haguessis vingut ahir, m'hauries fet content" (s'entén que no ha vingut)

Es nota doncs que en català, contràriament al llatí, no existeixen diferències morfològiques entre el potencial i l'irreal del present; la diferència és semàntica i s'obté pel context.
Cal entendre, però, que la conjunció "si" no introdueix en la frase el condicional, sinó que aquest només s'expressa en la subordinada. El seu valor de base és doncs hipotètic, imaginari o expressiu de futur:
- condicional d'hipòtesi: "el lladre s'hauria amagat entre les cortines"
- condicional d'imaginari: "seria el doctor i tu seria el malalt"
- condicional futur: "ens va dir que no aniria a buscar bolets"

En darrer lloc, el condicional s'utilitza, igualment, per a expressar cortesia. La cortesia pot expressar-se d'altres maneres però el condicional és sovint emprat amb aquesta intenció de manera que l'ha tornat en el temps predilecte per a la cortesia.
Podries atansar-me el llapis?

## Formació del Condicional

### Els pronoms personals
Els morfemes de persona són els que relacionen el verb amb una persona gramatical, generalment representada pels pronoms personals que l'acompanyen.
Ell canvia de texans tots els dies.
En català, els pronoms personals o morfemes de persona no són necessaris perquè la flexió verbal ja indica el gènere i el nombre. Per aquest motiu se solen elidir ben sovint, en llengua parlada com escrita. Tot i això, en cas de necessitar posar èmfasi o donar més rellevància a la persona gramatical, hom acostuma a no dispensar-los.
Jo jugo piano totes les tardes. -> Jugo piano totes les tardes. 
Ella té classes de piano totes les tardes. -> Té classes de piano totes les tardes.
Els pronoms personals en català són els següents:
| Pronom personal | Persona | Nombre   |
| --------------- | ------- | -------- |
| Jo              | 1a      | singular |
| Tu              | 2a      | singular |
| Ell / Ella      | 3a      | singular |
| Nosaltres       | 1a      | plural   |
| Vosaltres       | 2a      | plural   |
| Ells / Elles    | 3a      | plural   |

En particular, la segona persona, en català, posseeix tres graus de tractament els quals fan variar el verb. A la pràctica, és a dir, en llengua parlada, els tractaments no formals són d'ús molt recurrent i habitual mentre que es dona preferència a les formes formals en l'escrit. I encara dins la llengua escrita, s'acostuma a prioritza en administració les formes en "vós" perquè permet no distingir el gènere.
| Pronom personal | Verb                    | Exemple                                                         |
| --------------- | ----------------------- | --------------------------------------------------------------- |
| Tu              | 2a singular             | Portes un jersei nou!                                           |
| Vostè / Vostès  | 3a singular / 3a plural | Faci'm el favor... / Ens podrien confirmar la seua assistència? |
| Vós             | 2a plural               | Ompliu els requadres en blanc amb la forma correcta             |

### Les conjugacions
El català és una llengua flexionada de forma que els verbs presenten un lexema verbal (o arrel) que expressa el contingut lèxic del verb i es repeteix en totes les formes dels verbs regulars. Els morfemes verbals, en canvi, presenten variació, ja que expressen, en una mateixa desinència, el nombre, la persona, el temps i el mode.
| Verb        | Lexema verbal | Morfema verbal |
| ----------- | ------------- | -------------- |
| estudio     | estudi-       | -o             |
| descobreixo | descobr-      | -eixo          |
| perdo       | perd-         | -o             |

En conseqüència, els verbs es conjuguen en funció de les seves conjugacions o morfemes verbals d'arrel.
- Verbs acabats en -AR (1a conjugació)
- Verbs acabats en -ER o -RE (2a conjugació)
- Verbs acabats en -IR (3a conjugació)

Els verbs de la tercera conjugació poden ser purs o incoatius. Els verbs purs són els que segueixen el model regular de conjugació mentre que els incoatius afegeixen l'increment -eix o -ix segons la variant dialectal entre el lexema verbal i la terminació de la primera, segona, tercera persones del singular i la tercera del plural.
Obro la porta (pur)
Floreixen les flors del jardí (incoatiu)
Finalment, els verbs dur i dir són considerats verb de la segona conjugació, és a dir, es conjuguen segons el model regular de la segona conjugació, tot i presentar lexemes verbals irregulars.

### Construcció del Condicional

#### Els verbs regulars
Els verbs regulars en condicional afegeixen simplement la flexió a la forma primitiva del verb. Així, per exemple, per al verb "menjar" només cal afegir-hi "ia, ies, íem,..." segons la persona que conjuga.
| Persona      | 1a conj. -AR | 2a conj. -RE o -ER | 3a conj. (purs i incoatius) |
| ------------ | ------------ | ------------------ | --------------------------- |
| Jo           | -ia          | -ia                | -ia                         |
| Tu           | -ies         | -ies               | -ies                        |
| Ell / Ella   | -ia          | -ia                | -ia                         |
| Nosaltres    | -íem         | -íem               | -íem                        |
| Vosaltres    | -íeu         | -íeu               | -íeu                        |
| Ells / Elles | -ien         | -ien               | -ien                        |

#### Els verbs irregulars
Les irregularitats en català es presenten, majoritàriament, en:
- el morfema o la desinència verbal (envi-ar)
- el lexema verbal o radical verbal (beu-re)

El condicional és de forma general un temps regular però alguns verbs poden modificar el seu radical:
- els verbs jeure, néixer (o nàixer), treure (o traure) i péixer fan les formes tòniques en -e (ex.: jeu, neixen) en la varietat catalana central, nord-occidental i septentrional
- els verbs fer, ésser, ser o haver són totalment irregulars (ex.: faria, seria)